# Municipio de Mérida
El Municipio de Mérida es uno de los 106 municipios que conforman el estado mexicano de Yucatán. Su cabecera es la capital del estado, la ciudad de Mérida. Se localiza en la denominada Región II, Noroeste.

## Geografía
El municipio de Mérida tiene una extensión de 858,41 kilómetros cuadrados y se encuentra localizado en la zona noroeste del estado de Yucatán; limita al norte con el municipio de Progreso, al oeste con el municipio de Ucú y con el municipio de Umán, al sur con el municipio de Abalá, al sureste con el municipio de Timucuy, al este con el municipio de Kanasín, el municipio de Tixpéhual y el municipio de Tixkokob, y al noreste con el municipio de Yaxkukul, el municipio de Conkal y el municipio de Chicxulub Pueblo.

### Orografía e hidrografía
Como la mayor parte de la península de Yucatán, el municipio de Mérida es completamente plano teniendo únicamente un suave declive en sentido sur-norte, hacia el golfo de México. La altitud máxima que se alcanza en el territorio municipal es de nueve metros sobre el nivel del mar. Fisiográficamente todo el municipio pertenece a la Provincia fisiográfica XI Península de Yucatán y la Subprovincia 62 Carso Yucateco.
Al igual que en el resto del estado de Yucatán, en el municipio de Mérida, no hay corrientes superficiales de agua debido a la alta porosidad del suelo calcáreo de la región y a la ausencia de vertientes; sin embargo, son comunes las corrientes subterráneas, cuyos afloramientos son conocidos como cenotes. Todo el territorio municipal pertenece a la Cuenca Yucatán de la Región hidrológica Yucatán Norte.

### Clima
En el municipio de Mérida se registran dos tipos de clima, la zona norte y noroeste registra clima clasificado como Semiseco muy cálido y cálido, el resto del territorio tiene un clima Cálido subhúmedo con lluvias en verano; la temperatura promedio anual del tercio sur del territorio del municipio es superior a los 26 °C, mientras que el resto, centro y norte, registra una temperatura promedio inferior a esta cifra; la precipitación promedio anual en la mayor parte del municipio de Mérida, en su zona centro y sur, es de 1.000 a 1.100 mm, después de esta zona sentido sureste a noroeste, se suceden una serie de bandas que promedios inferiores de precipitación, siendo estos de 800 a 1.000 mm la primera, de 700 a 800 mm la segunda, de 600 a 700 mm el tercero, y de 500 a 600 mm la cuarta y última que ocupa el extremo noroeste del municipio.
| Mapas geográficos de Mérida |        |
|                             |        |
| Relieve e hidrología        | Climas |

### Flora y fauna
La flora que se encuentra en el municipio de Mérida es considerada como de selva baja, y entras las especies nativas destaca el henequén, principal producto industrial de la zona durante gran parte de su historia moderna; entre las principales especies animales se encuentran conejo, venado, tuza, zarigüeya, zorrillo, iguana, serpientes, golondrina y paloma.

## Demografía
De acuerdo a los resultados del Conteo de Población y Vivienda realizado en 2005 por el Instituto Nacional de Estadística y Geografía, el municipio de Mérida tiene un total de 781.146 habitantes, de los cuales 377.158 son hombres y 403.988 son mujeres; siendo por tanto el porcentaje de población masculina del 48,3%, la tasa de crecimiento poblacional anual de 2000 a 2005 ha sido del 1,8%, el 25,5% de los habitantes son menores de 15 años de edad, mientras que entre esa edad y los 64 años se encuentra el 64,7% de la población, el 96,8% de los habitantes residen en localidades urbanas de más de 2500 habitantes y el 11,5% de la población mayor de cinco años de edad es hablante de alguna lengua indígena.

### Grupos étnicos
El 11,5% de la población mayor de 5 años de edad del municipio de Mérida es hablante de alguna lengua indígena, esto da un total de 79.661 personas, de las cuales 38.338 son hombres y 41.323 son mujeres; del total, 77.962 son bilingües al español, 284 son monolingües, hablando únicamente su lengua materna, 1.415 no especifican su condición de bilingüismo.
La enorme mayoría de los hablantes de lengua indígena, 71.738, son hablantes de maya yucateco, las restantes lenguas indígenas habladas en el municipio son numerosas, pero con muy pocos hablantes, siendo después de la maya las más numerosas el idioma chol con 413 hablantes, el idioma tzeltal con 256 hablantes y las lenguas zapotecas con 185 hablantes; existen además un total de 5.516 personas que declarando hablar una lengua indígena no especifican cuál.

### Localidades

Principales localidades del municipio de Mérida, Yucatán.

El municipio de Mérida cuenta con un total de 133 localidades, de las cuales las principales, así como su población en 2005 son las siguientes:
| Localidad            | Población |
| Total Municipio      | 781,146   |
| Mérida               | 734,153   |
| Caucel               | 6,665     |
| Cholul               | 5,161     |
| Komchén              | 3,778     |
| Chablekal            | 3,165     |
| San José Dzal        | 3,092     |
| Molas                | 1,859     |
| Dzununcán            | 1,528     |
| Sitpach              | 1,502     |
| Dzityá               | 1,496     |
| Xcanatún             | 1,350     |
| La Ceiba             | 1,023     |
| San Pedro Chimay     | 1,012     |
| Santa Gertrudis Copó | 665       |
| Xcumpich             | 682       |

### Otras localidades
- Chantún

## Economía

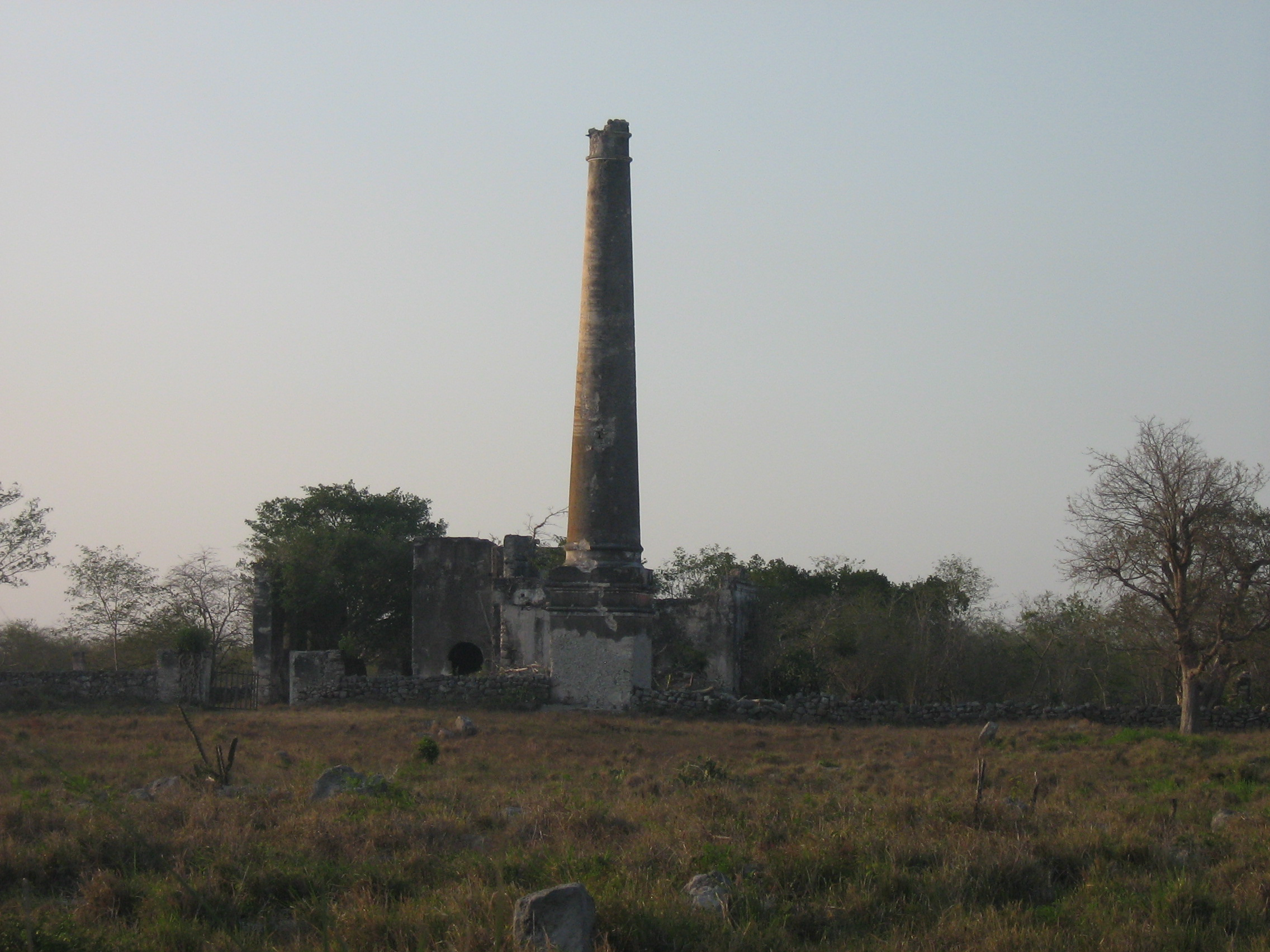
Antigua hacienda henequenera

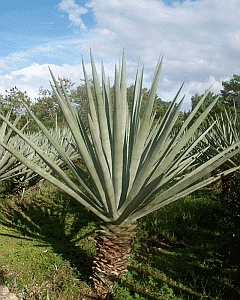
Planta de henequén

El municipio de Mérida fue hasta finales del siglo XX una de las más importantes regiones productoras del agave fourcroydes dentro de la zona henequenera de Yucatán y tal actividad representó un porcentaje relativamente importante de su actividad socioeconómica.
En la actualidad el municipio tiene una economía muy diversificada. Habiendo sido desplazado tiempo atrás el sector agrícola que fue actividad principal del municipio hasta principios del siglo XX, el sector terciario: el comercio, el turismo y diversos otros servicios, representa actualmente el más importante segmento de actividad productiva del municipio, seguido del sector industrial. Esto, principalmente, por la influencia de la ciudad de Mérida, que domina la actividad económica del municipio y del estado.
El municipio de Mérida es también, comparativamente, desde el ángulo económico, uno de los más importantes de la región sureste de México.

## Política
El gobierno del municipio de Mérida le corresponde al Ayuntamiento, el cual también es denominado Comuna, estando integrado por un total de 19 regidores, de los cuales el primero ejerce el cargo de Presidente Municipal y el segundo el de Síndico, once regidores son electos por el principio de mayoría relativa y ocho por el de representación proporcional; todos son electos mediante sufragio universal, directo y secreto para un periodo de tres años con posibilidad de reelección por un término más. El presidente municipal entra a ejercer su cargo el día 1 de septiembre del año en que fueron elegidos.

### Representación legislativa
Para efectos de la división geográfica en distrito electorales locales y federales para la elección de diputados de mayoría, el municipio de Mérida se divide de la siguiente forma:
Local:
- I Distrito Electoral Local de Yucatán con cabecera en Mérida
- II Distrito Electoral Local de Yucatán con cabecera en Mérida
- III Distrito Electoral Local de Yucatán con cabecera en Mérida
- IV Distrito Electoral Local de Yucatán con cabecera en Mérida
- V Distrito Electoral Local de Yucatán con cabecera en Mérida
- VI Distrito Electoral Local de Yucatán con cabecera en Mérida
- VII Distrito Electoral Local de Yucatán con cabecera en Mérida

Federal:
- III Distrito Electoral Federal de Yucatán con cabecera en Mérida
- IV Distrito Electoral Federal de Yucatán con cabecera en Mérida